# Gonzales Gábor
Gonzales Gábor (Budapest, 1950. december 30. –) üvegtervező.

## Pályafutása
Autodidakta művész. 1970-től szakoktató a Magyar Iparművészeti Főiskolán. 1982-től tagja a Magyar Népköztársaság Művészeti Alapjának, majd a MAOE-nek.
1985-től a Magyar Iparművészeti Főiskola szilikát tanszék üvegműhelyének vezetője, majd 1993-tól tagja a Budapesti Városvédő Egyesületnek, 1994-től pedig a Díszüvegkutató Csoportnak. 1995-től bekapcsolódott a Bárdudvarnoki Nemzetközi Üvegművészeti Alkotótelep munkájába. 
1989-től az MKISZ, 1996-tól a Magyar Üvegművészeti Társaság, 1999-től az ICOMOS tagja. 2021. Magyar Üvegművészek Társaságában vezető tagság. Művei elegáns üvegplasztikák, amelyeket összeragasztott síküveg lapokból, felületüket csiszoltan és melegen olvasztott síküveg lapokból, csiszoltan, majd melegen hajlított módon állít elő.

## Díjak
- 1980 • Nemzetközi Ékszerkiállítás, Elismerő oklevél, Jablonec
- 1986 • IV. Szocialista Országok Iparművészeti Quadriennáléja, Elismerő oklevél, Erfurt
- 2001 • Ferenczy Noémi-díj.
- 2005 Európa Nostre díj
- 2005 Román Kulturális Minisztérium elismerő diploma
- 2008 Kecskemét Nemzetközi Triennálé elismerő diploma

## Egyéni kiállítások
- 1981 • Zalaegerszeg Ifjúsági Művelődési Központ [Sinkó Veronnal és Anton Doncsevvel]
- 1992 • Hollandia Utrecht Galerie Douwes Dekker meghívott kiállító vendégem Fűri Judit üvegművész Budapest • Vízi-városi Galéria meghívott kiállító vendégem Fűri Judit üvegművész
- 1995 • Hollandia Hága Galerie Rob van den Doel [Lukácsi Lászlóval és ’Sigmond Gézával]
- 1996 • Pécs Parti Galéria [Házi Tiborral és ’Sigmond Gézával]
- 1997 • Hollandia Hága My Dreams, Galerie Rob van den Doel [Házi Tiborral és ’Sigmond Gézával]
- 2003 • Kaposvár Rippl-Rónai Múzeum Ferenczy-díjasok kiállítása,[Czebe Istvánnal és Lukácsi Lászlóval]
- 2004 • Budapest Ferencvárosi Művelődési Központ "Visszatekintés"
- 2007 • Budapest Piramis Galéria "Hullámok"
- 2015 • Budapest Csokonai Művelődési Kultúra Központ Palota Galéria " A hullámok ritmikus szimfóniája"
- 2022 • Budapest Csokonai Művelődési Kultúra Központ Palota Galéria " A hullámok ritmikus szimfóniája"

## Csoportos kiállítások
- 1977, 1980 • Nemzetközi Ékszerkiállítás, Jablonec (CZ)
- 1980 • A kéz intelligenciája, Műcsarnok, Budapest
- 1982 • Az üveg, Vigadó Galéria, Budapest • Ékszerkiállítás, Józsefvárosi Galéria, Budapest • Ungarn in Hamburg, Koppel 66 Kunst & Handwerk, Hamburg (D) • Nemzetközi Ékszerkiállítás, Hannover (D)
- 1983 • Eleganz Internationalen Handwerkmesse ’83, München (D) • A tervezés értékteremtés, Országos Iparművészeti Kiállítás, Műcsarnok, Budapest
- 1984 • L’art hongrois contemporain, Espace Pierre Cardin, Párizs (F) • Handwerksmesse, Kleine Galerie, Villingen (D) • Képző- és iparművészeti kiállítás, Párizs • Internationalen Handwerksmesse ’84, München (D) • Handwerkspflege, München (D)
- 1985 • Országos üvegművészeti kiállítás, Balatoni Galéria, Balatonfüred • Üvegkiállítás, Városi Kultúrcentrum, Landau (D) • Szoborkiállítás, Vigadó Galéria, Budapest
- 1986 • IV. Szocialista Országok Iparművészeti Quadriennáléja, Erfurt (D) • Iparművészeti kiállítás, Cézár udvar, Sopron • Glaskunst aus Ungarn, Magyar Kultúra Háza, Berlin (D) • Ékszerkiállítás, Párizs (F)
- 1987 • Ékszerek, Dijon • Handwerksmesse, München (D) • Glaskunst aus Ungarn, Lehler-Schüler, Heidi Schneider Galerie, Horgen (CH) • Magyar Napok, Amszterdam • Gift Fair, London • Handwerksmesse, Hamburg (D)
- 1988, 1990, 1998 • T• he International Exhibition of Glass Craft ’88, ’90, ’98, Kanazawa (J)
- 1988 • First Aniversary Invitational, Gallery Braggiotti, Rotterdam (NL) • Potomac (USA) • Verre de Hongrie, Galerie Suzel Berna, Vieil-Antibes (F)
- 1989 • Glaskunst aus Ungarn, Glasmuseum, Frauenau (D) • Galerie Gottschalk-Betz, Frankfurt (D) • Hungarian Contemporary Glass, Galerie Rob van den Doel, Hága (NL)
- 1990, 1991 • Galerie D’Amon, Párizs (F)
- 1990 • World Glass Now ’90, Hokkaido Museum of Modern Art, Sapporo (J) • Kortárs magyar üveg, Galerie Transparence, Brüsszel (B) • I. Tihanyi Üvegtriennálé, Kortárs magyar üveg 1990, Tihanyi Múzeum, Tihany • Galerie Douwes Dekker, Utrecht 1991, 1995 • IV., V. Nemzetközi Üvegkiállítás, Glasmuseum, Frauenau (D)
- 1991 • Verre de Hongrie, Galerie Suzel Bema, Párizs (F) • Magyar üveg ’91, Árkád Galéria, Budapest • Magyar üveg, Glasmuseum, Frauenau (D) 1992, 1993 • Miniüveg, Parti Galéria, Pécs
- 1992 • 10 artistes-verriers contemporains de Hongrie, Galerie D’Amon, Párizs (F) • Glasgalerie Hoffmann, Bad Griesbach (D) • Glasgalerie Hoffmann, Tengernsee (D) • Glas und Ceramic Galerie, Bonn • Vier Ungarische Glaskünstler, Cactus Glas Galerie, Hamburg (D)
- 1993 • Stúdióüveg, Szentendrei Képtár, Szentendre • XII. Országos Nyári Tárlat, Aranybika Szálló Bartók Terem, Debrecen • Hungarian Craft Today, Galerie Rob van den Doel, Hága (NL) • Karácsonyi kiállítás, Glasgesalter, Marienfeld (D) • Magyar üvegművészek, Eurogalerie, Hagen (D) • Petőfi útjai, Petőfi Képtár, Kiskőrös • Gallery L, Hamburg (D) • Jahresmesse Kunsthandwerk ’93, Museum für Kunst und Gewerbe, Hamburg
- 1994 • Kisszobor, Vigadó Galéria, Budapest • Tavaszi Tárlat, Petőfi Csarnok, Budapest • Mai magyar üvegművészet, Médium Galéria, Szombathely • Art de Magyaar, Art Glass Centre International, Schalkwijk, Utrecht (NL)
- 1995 • Paradoxon – Üveg – Művészet, Iparművészeti Múzeum, Budapest • Helyzetkép, Magyar szobrászat, Műcsarnok, Budapest • A Belváros díszüvegablakai, a Díszüvegablak Kutató Csoport kiállítása, Budapesti Városvédő Egyesület, Budapest
- 1996 • Karácsonyi Kiállítás, Galerie Rob van den Doel, Hága (NL)
- 1997 • Magyar Szalon, Műcsarnok, Budapest • XV. Országos Kisplasztikai Biennálé, Pécsi Galéria, Pécs 1997–2002 • Zuglói Művészeti Napok, Stefánia Galéria, Budapest
- 1998 • Kortárs Magyar Üvegművészet, Városi Képtár, Győr; Vaszary Képtár, Kaposvár
- 1999 • Örökség és jövő, Búcsú a XX. századtól, Tölgyfa Galéria, Budapest • Üvegművészet, Matrica Múzeum, Százhalombatta • Kortárs magyar művészet, Vaszary Képtár, Kaposvár
- 2000 • Glass Design, St.Art Galéria, Budapest • Víz-tükör, Art-East Galéria, Balatonfüred • Glass in Context, Glasmuseum, Frauenau (D) • Átlátszó dimenziók, Millenniumi Képzőművészeti Filmszemle, Művelődési Központ, Szolnok • MM transglass.hu, Museo Municipal de Arte en Vidrio, Madrid (E)
- 2001 • IV. Állami művészeti díjazottak kiállítása, Olof Palme Ház, Budapest • Kortárs üvegművészeti kiállítás, Orosháza • Csak tervek? Üveg az építészetben kiállítás, Tölgyfa Galéria, Budapest
- 2002 • Glaskunst Sieraden, MoorArt Gallery, Ten POst (NL)
- 2003 • Üveg – Tér – Kép, Kortárs Magyar Üvegkiállítás, Monostori Erőd, Komárom • Glas in historisch licht, Kasteel Horn, Roremond (NL) • Üvegfestészet – restaurálás – rekonstrukció, MKISZ, Budapest
- 2004 • Transzflexio, Üveg, transzparencia, reflexió, Gödör Klub, Budapest • Új színrendszerek, Pâte de verre és fusing technikával készült üvegszobrok a Magyar Üvegművészeti Társaság kortárs gyűjteményéből, Nemzetközi Kerámia Stúdió, Museion, Kecskemét
- 2005 • Kódok, Árkád Galéria, Budapest • Glasstellung, Glaskunst aus Ungarn,Collegium Hungaricum, Berlin • A bárdudvarnoki Nemzetközi Üveg Alkotótelep 15 éves jubileumi kiállítása, Vaszary Képtár, Kaposvár Krakko "Lumen Lumen"
- 2006 Csók Galéria "Szobrok és képeslapok" Klebelsberg Kuno Művelődési központ "Üveggyémántok" Románia Temesvár Művészek bemutatkozása
- 2007 Németország Berlin Kloster Galéria Magyar Képző és Iparművészek Szövetsége "Látható és Láthatatlan" Németország Zehdemeck Magyar Művészek kiállítása Pannonhalma Hefter Galéria "Üvegállomás"
- 2008 Kecskemét Kerámia Stúdió II: Nemzetközi Szilikátművészeti Triennálé Budapest Iparművészeti Múzeum " Graft és Design"
- 2009 Győr Borsos Háza Hefter Galéria " Fényfigurák" A Magyar Képzőművészek és Iparművészek Szövetsége Ferenczy Noémi díjasok kiállítása
- 2010 A Magyar Képzőművészek és Iparművészek kiállítása " Az üveg ma" Veszprém Laczkó Dezső Múzeum " Varázslatos üvegvilág"
- 2011 Törökbálint Max City Üvegművészeti Társaság kiállítása Palotai Múzeum Pestújhelyi napok kerti tárlat Eger Zsinagóga Galéria "Igazi közügy Design művészek kiállítása Pécs Nádor Galéria "Művészeti kiállítás"
- 2012 Budapest B55 Galéria HuGlass Magyar Üvegművészeti Társaság kiállítása Pannonhalma Hefter Galéria " Fényplasztikák" Kortárs Magyar üvegművészeti kiállítás Rákospalotai Múzeum Pestújhelyi napok Kerti tárlat Kaposvár Együd Árpád Kulturális Központ Vaszary Képtár VIII: "Magyar Groteszk " kiállítás Hollandia Vught Galéria van Loon és van den Doel Pécs M21 Pécsi Galéria válogatás a VIII: Groteszk Képző és Iparművészeti válogatott kiállítás Győr Napóleon Ház Kortárs Magyar Üveg kiállítás A Magyar Képző és Iparművészek Szövetsége " Kortárs Üveg " kiállítás
- 2013 Rákospalotai Múzeum Pestújhelyi napok "Tavaszi tárlat" Szentendre MűvészetMalom "Négy Elem"
- 2014 Rákospalotai Múzeum Pestújhelyi napok "Tavaszi tárlat" Budapest B55 Galéria HuGlass "Fényterek" A Magyar Üvegművészeti Társaság kiáltása
- 2015 Pécs Janus Pannonius Múzeum I. Országos Kisplasztikai Quadriennálé A Magyar Képző és Iparművészeti Szövetség " Műterem Látogatás" kiállítása Pannonhalma Hefter Galéria Magyar Üvegművészeti Társaság Kortárs kiállítása Anglia London- Birmingham Prisma Galéria " Cutting Edge" kiállítás Budapest Kiskép Galéria "Cafe Budapest " Kortárs Művészeti fesztivál kiállítás Szentendre MűvészetMalom "Harmonia" MAOE kiállítás
- 2016 Budapest Magyar Iparművészeti Múzeum "Színekre hangolva " Kék Budapest Pesterzsébeti Múzeum Gaál Imre Galéria "47. Tavaszi Kerti Tárlat"
- 2017 Budapest Pesterzsébeti Múzeum Gaál Imre Galéria " 38.Tavaszi Tárlat" Rákospalotai Múzeum Pestújhelyi napok "Tavaszi Kerti Tárlat"
- 2018 Kecskemét Cifra Palota " A hét Főbűn" Kortárs Keresztény Ikonográfiai Biennále Kína Hanhgzhau Művészeti Központ New City kiállítás, Peking Hanwei Művészeti Központ kiállítás, Peking Szépművészeti Múzeum kiállítás, Xian Art Center, kiállítás, Chongging Art Center kiállítás, Shanghai Üvegmúzeum kiállítás Budapest Pesterzsébeti Múzeum Gaál Imre Galéria "50.Tavaszi Tárlat" Rákospalotai Múzeum Pestújhelyyi napok "Tavaszi Kerti Tárlat"
- 2019 Budapest pesterzsébeti Múzeum Gaál Imre Galéria "Kortárs Magyar Üvegművészet" Budapest Tér-Kép Galéria GlasSpring "Kortárs Üvegművészeti kiállítás
- 2020 Budapest Pesterzsébeti Múzeum Gaál Imre Galéria "51. Online Tavaszi Tárlat" Németország Frauenau Glass Múzeum HuGlass " A visszatérés" kiállítás Veszprémi vár Laczkó Dezső Múzeum "Fényben tündöklő" Budapest Tér-Kép Galéria GlasSpring Magyar Kortárs Üvegművészeti kiállítás Art Market "Műtárgy.com"
- 2021 Budapest Pesterzsébeti Múzeum Gaál Imre Galéria "52. Online Tavaszi Tárlat" Budapest Tér-Kép Galéria GlasSpring üvegművészeti kiállítás
- 2022 Budapest Műcsarnok "Közös Tér" II: Ipar és Tervezőművészeti Nemzeti Szalon Budapest Klebelsberg Kultúrház GlasSpring kiállítás Budapest Klebelsberg Kultúrház Vinotéka Múzeumok éjszakája kiállítás Budapest pesterzsébeti Múzeum Gaál Imre Galéria "52 Tavaszi Tárlat" Győr Inspita Múzeum HuGlass "Pillanatkép" kiállítás Rákospalotai Múzeum " Tavaszi Tárlat" Budapest Szent István Bazilika Lovagterem HuGlass kiállítás Budapest Art Market Erdész Galéria kiállítás Budapest Art Market Kis-Kép Galéria kiállítás Kecskemét Katona József Múzeum "Petőfi 200" kiállítás Szerbia Belgrád Iparművészeti Múzeum Magyar Üvegművészeti kiállítás
- 2023 Budapest Klebelsberg Kultúrház GlaSspring "Töretlenül" Budapest Pesterzsébeti Múzeum Gaál Imre Galéria Művészeti napok "56.Tavaszi tárlat" Olaszország Velence Museum Alaneo Veneto Glass Art Now "Az üveg úton" Horvátország Zadar Museum Alaneo Veneto Glass in Zadar "Conected Bay Glass" Budapest Bálna Art Market
- 2024 Budapest Klebelsberg Kultúrkúria VI: GlasSpring "Az üveg örök" Kortárs Magyar Üvegművészeti kiállítás
- Tata Kuny Domokos Múzeum Tatai vár Kortárs Magyar Üvegművészeti kiállítás
- Budapest MKISZ Galéria "Üveg hidegen melegen" Kortárs Magyar Üvegművészeti kiállítás
- Hévíz Egregyi Múzeum "Üvegszív" Kortárs Magyar Üvegművészeti kiállítás

## Szimpozion
- 1991 • IV. Nemzetközi Üvegszimpozion, Frauenau (D)
- 1992 • II. Nemzetközi Üvegszimpozion, Bárdudvarnok
- 2004 • Bullseye Üvegszimpozion, Kecskemét

## Restaurálások, megbízásra készített művek
- 1983 • Pécs, Bőrgyár, kupola – festett ólombetétes üveg, 3,5 m
- 1983–1985 • Budapest VI., Teréz körút 43., Béke Radisson Hotel – Haranghy Jenő és Kopp Ferenc által készített festett, ólombetétes üvegablakok és üvegkupola restaurálása és rekonstrukciója, fa- és fém tartószerkezetek készítése
- 1985 • Esztergom, Belvárosi Kávéház – Róth Miksa által készített festett, ólombetétes üvegek és üvegkupola restaurálása és rekonstrukciója, tükörfalak készítése. Lukácsi Lászlóval
- 1985 • Budapest, Széchenyi István Szakközépiskola – ólombetétes lámpák restaurálása és rekonstrukciója. Székely Orsolyával
- 1985 • Budapest XIV., Vajdahunyad vár, Magyar Mezőgazdasági Múzeum – festett, ólombetétes üvegablakok rekonstrukciója.
- 1987 • Budapest XIII., Sallai Imre utca 6., Novotrade Számítástechnikai Kis áruház, homlokzati portál, világító üvegoszlop felirattal – krómozott világító tükörrendszer, homokfúvott, 2 × 250×50×50 cm; 2 × 25×180 cm Halász György üveg tervező terve alapján
- 1987 • Budapest, Margitsziget, Ramada Grand Hotel, Wasserspiegel (2 db) Halász Györggyel– üveg, víz, 60×100×20 cm
- 1988 • Budapest VIII., Szentkirályi utca 47., Pátria Nyomda – ornamentális, sav maratott üvegek homokfúvásos rekonstrukciója segítő társ Fűri Judit üvegművész
- 1988 • Budapest V., Dorottya utca 1., Carlson Wagonlit Utazási Iroda, címer homokfúvott üveg segítő társ Fűri Judit üvegművész
- 1989 • Balatonföldvár, Budapest Bank Rt. Hullám Üdülő, térelválasztó Erdélyi Eta festőművész terve alapján ,Lukácsi Lászlóval ólmozott színes üveg,
- 1989 • Budapest II., Pasaréti út, Pakisztáni Nagykövetség rezidenciája – ornamentális, sav-maratott üvegek rekonstrukciója
- 1989 • Budapest VIII., Köztársaság tér 30., Erkel Színház – csiszolt lámpa elemek restaurálása
- 1989 • Budapest VIII., József körút 37–39., lakóépület – ornamentális, sav maratott üvegek rekonstrukciója Horányi Ágnes üvegtervezővel
- 1989 • Budapest VI., Teréz körút 43., Béke Radisson Hotel – Haranghy Jenő és Kopp Ferenc által készített festett, ólombetétes ablakok restaurálása fa és fémszerkezetek készítése
- 1990 • Budapest VIII.., József körút 37–39., lakóház folyosó üvegablakainak rekonstrukciója, homokfúvott mintás üveg Horányi Ágnes üvegtervezővel
- 1991 • Szeged, Röck-palota, Agrobank fiók, térelválasztó, pultüvegek, bejárati ajtó, csillárok, fali és mennyezeti lámpák Dorka József ötvös és Fűri Judit üvegművésszel több tónusú, sav maratott üveg, réz lámpa testek opalinüveg burákkal.
- 1991 • Budapest VI., Benczúr utca 27., Postai és Távközlési Művelődési Alapítvány – sav maratott üvegablakok rekonstrukciója Fűri Judit üvegművésszel
- 1992 • Szeged, Oskola utca 23., lakóépület – ornamentális sav maratott üvegek rekonstrukciója
- 1992 • Budapest VI., Hajós utca 32., lakóépület – Róth Miksa által készített ólombetétes üvegablakok restaurálása Fűri Judit üvegművésszel
- 1992 • Budapest II., Csatárka út 58., Mágnáskert étterem – Haranghy Jenő és Kopp Ferenc által készített festett ólombetétes üvegek restaurálása
- 1992 • Kapoly, I. világháborús emlékmű, üvegcímer – festett, rogyasztott üveg Fűri Judit üvegművésszel
- 1992 • Nyíregyháza, Képző- és Iparművészeti Szakközépiskola, homlokzati üvegfal Csík István festő művész terve alapján Sigmond Géza üvegművésszel – ólmozott, ráégetett kézi festés, anyagában színezett síküveg,
- 1993 • Budapest XVI., Zséli Aladár utca, magánépület, ólombetétes ajtóüvegek ólmozott, ráégetett kézi festés, anyagában színezett síküveg Fűri Judit üvegművésszel
- 1993 • Budapest VI., Hajós utca 32., lakóépület – Róth Miksa által készített fali üvegmozaikok és sav maratott szélfogóajtó üvegeinek restaurálása és rekonstrukciója segítő társ Fűri Judit üvegművész
- 1993 • Budapest VI., Nagymező utca 8., lakóépület – ólombetétes lépcsőházi ablakok rekonstrukciója és restaurálása segítő társ Fűri Judit üvegművész
- 1993–1994 • Budapest VI., Hajós utca 25., lakóépület – lépcsőházi ólombetétes ablakok és lengőajtók ólombetétes üvegeinek restaurálása segítő társ Fűri Judit üvegművész
- 1993 • Budapest XII., Eötvös utca, magánépület, mennyezeti és oldali lámpák, ajtókba rogyasztott üveg, fürdőszobai üveg polcrendszer, fém tartószerkezet készítése Fűri Judit üvegművésszel.
- 1994 • Budapest V., Pilvax köz 7., magánlakás – ólombetétes ablakok restaurálása
- 1994 • Budapest V., Szabadság tér 5., Inter-Európa Bank – ornamentális sav maratott ablakok homokfúvásos rekonstrukciója segítő társ Fűri Judit üvegművész.
- 1994 • Budapest XVI., Zséli utca, magánépület, szélfogó ajtóólmozott, ráégetett kézi festés, anyagában színezett síküveg Fűri Judit üvegművésszel
- 1994 • Budapest VII., Délibáb utca 26/b, magánépület, színes üveggel ólombetétes ajtóüveg, Fűri Judit üvegművésszel.
- 1994 • Budapest XII., Eötvös utca, magánépület, mennyezeti lámpák, rogyasztott üveg ajtóbetétek, Fűri Judit üvegművésszel
- 1994 • Budapest VII., Peterdy utca 39., Periféria Bt, térelválasztó homokfúvott üveggel Fűri Judit üvegművész terve alapján
- 1994 • Budapest II., Törökvészi út 9/b, magánépület, lépcsőházi kör alakú ólombetétes üveg. Fűri Judit üvegművész terve alapján
- 1995 • Budapest XII., Alkotás utca 21., Kárpáti Reklámgrafika, térelválasztó logóval rogyasztott üveg, fémszerkezettel. Fűri Judit üvegművész terve alapján
- 1995 • Budapest XII., Szilágyi Erzsébet fasor 22/c, Teleki Alapítvány székháza, térplasztika, térelválasztó, felülvilágító és üvegablakok színezett rogyasztott üveg, vörösréz bevonatú csövek cizellálva, homok fúvott, ólmozott festett katedrálüveg és rogyasztott üveg. Fűri Judit üvegművész tervei alapján
- 1995 • Győr, Karmelita templom – sav maratott üvegek rekonstrukciója Fűri Judit üvegművésszel
- 1995 • Győr, Schweizerhof Szálloda, ablakok – ólombetétes üveg
- 1995 • Gödöllő, Agrártudományi Egyetem – ólombetétes üvegablakok restaurálása
- 1996 • Budapest II., Szilágyi Erzsébet fasor 22/b, CIBA C.H. irodák, körablakok ólombetétes, festett síküveg. Fűri Judit üvegművésszel
- 1996 • Gödöllő, Királyi Kastély – ólombetétes üvegablakok rekonstrukciója
- 1996 • Budapest XII., Diana utca 8., magánépület – ólombetétes üvegablakok restaurálása Fűri Judit üvegművésszel
- 1996–1997 • Budapest VIII., Gutenberg tér 4., lakóépület – ólombetétes ablakok restaurálása,rekonstrukciója; ólombetétes üvegű lengőajtók restaurálása,rekonstrukciója Fűri Judit üvegművésszel
- 1996–1997 • Székesfehérvár, Szent István Mauzóleum – Árkayné Sztehló Lily által tervezett rózsaablak rekonstrukciója. Árkayné Sztehló Lily által tervezett festett, ólombetétes ablak rekonstrukciója Fűri Judit üvegművésszel
- 1996–1997 • Szentendre, Jósika utca, magánépület, mennyezeti és falilámpák rogyasztott üveg, fém tartószerkezettel. Fűri Judit üvegművész terve alapján
- 1996 tol –2002 ig • Budapest VII. Rózsák tere 8., Árpád-házi Szent Erzsébet plébániatemplom – Róth Miksa által készített festett, ólombetétes üvegek rekonstrukciója Fűri Judit üvegművésszel
- 1997 • Budapest VI., Erzsébet körút 9., New York Kávéház – ólombetétes ablak mezők restaurálása
- 1997 • Budapest II., Retek utca 33–35., lakóépület – festett, ólombetétes üvegek restaurálása és rekonstrukciója Fűri Judit üvegművésszel
- 1997 • Segesvár, Hegyi templom – ólombetétes üvegablakok restaurálása és rekonstrukciója résztvevő társ Fűri Judit üvegművész és Kopp Csaba ólmozó mester
- 1997 • Budapest III., Fő tér, Óbudai Helytörténeti Múzeum, Iriszek, ólombetétes üvegbetét rekonstrukciója.
- 1997 • Budapest VIII: Guttenberg tér 4. Lakóépület lépcsőházi ablakok ajtók ólombetétes üvegeinek restaurálása rekonstrukciója. Fűri Judit üvegművésszel

- 1997 • Budapest XIII., Váci út 85., MASPED-székház, homlokzati díszplasztikák, kültéri lámpák melegen hajlított, anyagában színezett üveg. Fűri Judit üvegművész terve alapján
- 1998 • Budapest XII., Őzike utca 15., magánépület, nagyméretű üvegasztal gipszsablonra rogyasztott üveg. Fűri Judit üvegművész terve alapján
- 1998 • Budapest II., Retek utca 33–35., magánlakás hajlított üvegű polcok, Fűri Judit üvegművész terve alapján
- 1998 • Budapest VII., Városligeti fasor 23., magánlakás,Róth Miksa által készített ólombetétes üvegablakok restaurálása Fűri Judit üvegművésszel
- 1998 • Budapest Rózsák terei Árpád-házi Szent Erzsébet templom ólombetétes üvegeinek restaurálása. Rózsaablak,karzati oldal ablakok. Fűri Judit üvegművésszel

- 1998 • Gödöllő, Nagy Sándor ház – Róth Miksa által készített ólombetétes kabinetüveg restaurálása
- 1998 • Mezőhegyes, Centrál étterem díszterme – ólombetétes üvegek restaurálása és rekonstrukciója segítő társ Fűri Judit üvegművész
- 1998 • Budapest XI., Bartók Béla út 50., magánlakás – ólombetétes üvegablakok restaurálása
- 1999 • Budaörs, magánépület, fali üvegplasztika rogyasztott bordó üveg, vörösréz szerkezettel. Fűri Judit üvegművész terve alapján
- 1999 • Budapest XII., Őzike utca 15., magánépület, függőlámpa fémszerkezettel Fűri Judit üvegművész terve alapján
- 1999 • Budapest XII., Hertelendy utca 1/b, magánlakás, térelválasztó, falilámpa és ólombetétes üvegablak készítése. Fűri Judit üvegművész terve alapján
- 1999 • Budapest VII., Andrássy út 21., magánlakás – festett ólombetétes üvegek restaurálása, sav maratott ablakok rekonstrukciója Fűri Judit üvegművésszel
- 1999 • Budapest VII., Városligeti fasor 23., magánlakás – Róth Miksa által készített ólombetétes üvegablakok restaurálása Fűri Judit üvegművésszel
- 2000 • Budapest, magánház, asztallap, megvilágított, falba süllyesztett polcrendszer színtelen hajlított üveg, Fűri Judit üvegművész terve alapján
- 2000–2003 • Budapest XII., Csaba utca 5., Jézus Szíve templom – Árkayné Sztehló Lili által tervezett festett, ólombetétes üvegablakok rekonstrukciója Fűri Judit üvegművésszel
- 2000 • Budapest VII., Városligeti fasor 23., magánlakás – Róth Miksa által készített ólombetétes üvegablakok restaurálása Fűri Judit üvegművésszel
- 2000 • Budapest VII., Andrássy út 21., magánlakás – homokfúvott díszüvegek rekonstrukciója Fűri Judit üvegművésszel
- 2000 • Budapest XIV., Ajtósi Dürer sor 39., Vakok Általános Iskolája és Nevelőotthona, Nádor-terem – Zsellér Imre által készített festett ólombetétes üvegablakok restaurálása
- 2000 • Budaörs, Liliom utca, rogyasztott üveg szobor. Fűri Judit üvegművész terve alapján
- 2000 • Budapest II., Retek utca 33–35., magánlakás, kávézóasztal,rogyasztott üveg, Fűri Judit üvegművész terve alapján
- 2001 • Budapest VI., Dózsa György út 64., lakóépület – ólombetétes ablakok rekonstrukciója
- 2001 • Budapest XII., Tállya utca 12., Fehérváry és Társa Építészeti Stúdió, ajtóbetét rogyasztott üveg, Fűri Judit üvegművéssz terve alapján
- 2002 • Budapest XII., Babér utca 17/b, Szent Mihály templom – Zsellér Imre által készített festett ólombetétes üvegablakok restaurálása
- 2002 • Budapest VI., Andrássy út 12., Krausz-palota – savmaratott lépcsőházi üvegablakok restaurálása és rekonstrukciója Fűri Judit üvegművésszel
- 2002 • Budapest II., Tövis utca 1., Kapisztrán Szent János Plébániatemplom, Jézus mennybemenetele- üvegablak festett, ólombetétes üveg, Pálos Anna festőművész terve alapján. Fűri Judit üvegművésszel
- 2002 • Budapest V., Sas utca 4., Iroda, mennyezeti lámpa és falikarok rogyasztott üveg, Fűri Judit üvegművésszel
- 2002 • Budapest V., Kristóf tér 1., MASPED TRAVEL Utazási Iroda, tolópajzs olvasztott üveg, Fűri Judit üvegművésszel
- 2003 • Budapest VIII., Kölcsey utca 2., Gutenberg Művelődési Otthon, színházterem – Róth Miksa által készített ólombetétes felülvilágító restaurálása
- 2003 • Budapest VII., Dohány utca 71., lakóépület – ólombetétes lépcsőházi ablakok restaurálása és rekonstrukciója
- 2003 • Budapest XI., Orlay utca 2/b, lakóépület – Nagy Sándor által tervezett festett ólombetétes lépcsőházi ablakok restaurálása. Fűri Judit üvegművésszel
- 2003 • Budapest II., magánház, világító fal, térelválasztó és mennyezeti lámpa rogyasztott üveg, Fűári Judit üvegművésszel
- 2003 • Budapest II., Retek utca 33–35., magánlakás, ajtó és ablakok ólombetétes üveg restaurálás. Fűri Judit üvegművésszel
- 2004 • Budapest II., Retek utca 33–35., magánlakás, világító álmennyezet és mennyezeti lámpák, üvegpolcok rogyasztott üveggel, Fűri Judit üvegművész terve alapján
- 2004 • Budapest V., Ferenciek tere, Alcantrai SzentPéter lelkészség festett, ólombetétes üveg, Fűri Judit üvegművésszel
- Budapest Istenhegyi Szent László templom II: Dianna u 15/b. Róth Miksa ,Forgó és társa és Waltherr Gida által készített ólombetétes üvegablakok restaurálása
- Budapest Guttenberg Művelődési Otthon ólombetétes ablakok restaurálása rekonstrukciója
- 2005 • Budapest Dózsa György u 64. Lakóház ólombetétes ablak rekonstrukciója
- 2006 • Attala Szent Vendel templom új festett ólombetétes ablakok készítése
- Budapest Ferences templom gyóntatóiba új ólombetétes mezők készítése. Fűri Judit üvegművésszel.
- 2007 • Mád Katolikus templom Palka József által készített ólombetétes üvegablakok restaurálása.
- Zalaszántó Római Katolikus templom új festett ólombetétes ablakok készítése.
- Budapest Szent Gellért Gyógyfürdő csarnok donga boltozatában, Róth Manó által tervezett lombetétes mezők restaurálása.
- 2008 • Budapest Szent Gellért Gyógyfürdő csarnok donga boltozatában, valamint a női és férfi termálban levő ólombetétes mezők restaurálása és rekonstrukciója.Tóth Kornélia üvegművész részvételével.
- Budapest Szent Gellért Gyógyfürdő Baska József festő művész által,l főcsarnokba tervezett ólombetétes üvegablakok mezőinek a restaurálása.
- 2008-Budai magánházba színes ólombetétes üvegek tervezése kivitelezése Tóth Kornélia üvegművész részvételével.
- 2009 • Budapest Béke Evangélikus templom ólombetétes ablak mezőinek restaurálása.
- Budapest Napóleon udvar V. .Hajós utca 25. belső szélfogó ajtajának ólombetétes üvegének a rekonstrukciója, valamint az oldal ólombetétes üvegeinek és az ólombetétes felülvilágítóinak restaurálása és rekonstrukciója.
- Szentendre Skanzen vasút állomás oszlopainak üvegborítása,saját terv alapján.
- 2010 • Verőce Kárpát Háza templom újonnan, üvegből olvasztott ablak betéteinek készítése.
- Budapest Béke Evangélikus templom ólombetétes ablak mezőinek a restaurálása.
- 2013 • Budapest Kálvin téri református templom Magyar Szentek festett ólombetétes ablak mezőinek és kettő kör alakú ablak mezőinek a restaurálása. Valamint L.Szabó Erzsébet üvegművész által tervezett kivitelezett ólombetétes ablak mezőinek a restaurálása.
- 2015 Erdély Gyulafehérvár Szent Mihály Székesegyház Róth Miksa által készített festett rózsaablak (12 apostol) mezőinek a restaurálása. Valamint bucnis ablakok mezőinek a restaurálása rekonstrukciója. Az ablakok kívülről rogyasztott védőüveggel való ellátása.
- 2016 • Budapest Budai Irgalmas rendi Kórház ólombetétes ablak mezőinek a restaurálása.
- 2017 • Budapest Szent Gellért Gyógyfürdő iszaposztály ajtóinak a felülvilágítójának
- restaurálása és rekonstrukciója.
- Orosháza Városi Képtár Báthory Júlia által tervezett üvegfal restaurálása.
- Budapest Szent Gellért Gyógyfürdő női termál Róth Manó által tervezett ólombetétes mezők restaurálása.
- 2023 Esztergom Bazilika északi torony ablakinak a restaurátori dokumentáció készítése.
- Budapest Országháza XVII: kapu. Ólombetétes ablakok mezőinek restaurátori dokumentáció készítése.
- Budapest Z.Gács György festő művész által készített Bábszínházi és az V. Váci utca Ofotért bolt díszes kör alakú üvegeinek restaurálása.

## Művek közgyűjteményekben
- Iparművészeti Múzeum, Budapest
- Városi Művészeti Múzeum, Győr
- Rippl-Rónai Múzeum, Kaposvár
- Laczkó Dezső Múzeum, Veszprém
- Iparművészeti Múzeum
- Palotai Múzeum
- Palotai Múzeum
- Pannonhalma Hefter galéria

## Forrás
- Artportal Archiválva 2021. július 12-i dátummal a Wayback Machine-ben